# Chundana lugubris
Chundana lugubris är en fjärilsart som beskrevs av Walker 1862. Chundana lugubris ingår i släktet Chundana och familjen Uraniidae. Inga underarter finns listade i Catalogue of Life.